# Circondario di Calw
Il circondario di Calw è uno dei circondari dello stato tedesco del Baden-Württemberg.
Fa parte del distretto governativo di Karlsruhe.

## Città e comuni
(Abitanti il 31 dicembre 2022)
| Città 1. Altensteig (10 916) 2. Bad Herrenalb (8 212) 3. Bad Liebenzell (9 795) 4. Bad Teinach-Zavelstein (3 251) 5. Bad Wildbad (10 495) 6. Calw (24 219) 7. Haiterbach (6 005) 8. Nagold (22 985) 9. Neubulach (5 796) 10. Wildberg (10 443) | Comuni 1. Althengstett (7 963) 2. Dobel (2 451) 3. Ebhausen (4 786) 4. Egenhausen (2 096) 5. Enzklösterle (1 434) 6. Gechingen (3 732) 7. Höfen an der Enz (1 711) 8. Neuweiler (3 214) 9. Oberreichenbach (3 019) 10. Ostelsheim (2 603) 11. Rohrdorf (1 970) 12. Schömberg (8 118) 13. Simmersfeld (2 259) 14. Simmozheim (2 931) 15. Unterreichenbach (2 449) |